# Granite megye
Granite megye az Amerikai Egyesült Államokban, azon belül Montana államban található. Megyeszékhelye és legnagyobb városa Philipsburg. Lakosainak száma 3309 fő (2020. április 1.).

## Szomszédos megyék
- Missoula megye (észak)
- Powell megye (kelet)
- Deer Lodge megye (dél)
- Ravalli megye (nyugat)

## Népesség
A megye népességének változása:
| Lakosok száma | 3073 | 3146 | 3110 | 3138 | 3240 | 3309 |
|               | 2010 | 2011 | 2012 | 2013 | 2015 | 2020 |